# Celler cooperatiu de Llorenç del Penedès
El Celler cooperatiu de Llorenç del Penedès és un edifici de Llorenç del Penedès (Baix Penedès) protegit com a bé cultural d'interès local.

## Descripció
Està format per dues naus rectangulars, i la nau esquerra és tallada per una nau de col·locació horitzontal. Cada nau té la seva porta d'accés d'arc semicircular, i a sobre unes finestres rectangulars col·locades dins d'una estructura en forma romboïdal on també hi ha diverses finestres cegades. La coberta és a dues vessants. La decoració és feta mitjançant l'alternança del maó i la pedra.
La nau horitzontal presenta una sèrie de finestres semicirculars a la part superior. A la part baixa té dues portes, una amb llinda i l'altra semicircular, i dues finestres semicirculars.

## Història
Llorenç del Penedès posseeix un dels primers cellers de la comarca, ja que l'edifici data del 1918. L'edifici aixopluga les tines i els cups, amb capacitat per acollir 40000 hL. La collita de raïm produeix generalment uns 25000hL. Es conreen dos tipus de vi, el negre i el blanc. Aquest últim, com en la majoria dels pobles de la rodalia, és venut a les cases xampanyeres de Sant Sadurní d'Anoia. Posteriorment la cooperativa de Llorenç tingué cent noranta socis viticultors (1982).